# Carlos Banteaux Suárez
Carlos Banteur Suárez est un boxeur cubain né le 13 octobre 1986 à Santiago de Cuba.

## Carrière
Lors des Jeux olympiques de Pékin 2008, il atteint la finale de la catégorie poids welters mais perd face à Bakhyt Sarsekbayev, remportant ainsi la médaille d'argent.

## Palmarès

### Jeux olympiques
- Médaille d'argent en -69 kg aux Jeux de 2008 à Pékin, Chine

### Jeux panaméricains
- Médaille d'or aux Jeux panaméricains en 2011 à Rio de Janeiro (poids welters)